# Інтеграл (Вінниця)
Футбольний клуб «Інтеграл» — український футбольний клуб з міста Вінниці, заснований у 1975 році.

## Всі сезони в незалежній Україні
| Сезон   | Чемпіонат | Чемпіонат | Чемпіонат | Чемпіонат | Чемпіонат | Чемпіонат | Чемпіонат | Чемпіонат | Кубок       | Кубок | Кубок | Кубок | Кубок | Кубок | Кубок | Примітка |
| Сезон   | Ліга      | Місце     | І         | В         | Н         | П         | М         | О         | Етап        | І     | В     | Н     | П     | М     | О     | Примітка |
| ------- | --------- | --------- | --------- | --------- | --------- | --------- | --------- | --------- | ----------- | ----- | ----- | ----- | ----- | ----- | ----- | -------- |
| 1993/94 | —         | —         | —         | —         | —         | —         | —         | —         | 1/64 фіналу | 1     | 0     | 0     | 1     | 1−4   | 0     |          |
| Всього  | —         | —         | —         | —         | —         | —         | —         | —         | >1 сезон    | 1     | 0     | 0     | 1     | 1−4   | 0     |          |

## Досягнення
- Чемпіон Вінницької області (7): 1977, 1978, 1979, 1980, 1982, 1987, 1992/93
- Срібний призер Вінницької області (4): 1985, 1990, 1991, 1992 (весна)
- Бронзовий призер Вінницької області (1): 1976
- Володар Кубка Вінницької області (3): 1978, 1990, 1992/93
- Фіналіст Кубка Вінницької області (1): 1992